# Sierra Suroeste
Sierra Suroeste (em português: Serra Sudoeste) é uma comarca da Espanha, na sudoeste da província de Badajoz, comunidade autónoma da Estremadura. A sua sede administrativa é Jerez de los Caballeros. Tem 1 524 km² de área e em 2021 tinha 29 549 habitantes (densidade: 19,4 hab./km²).
Limita ao norte com as comarcas de Terra de Badajoz e Terra de Barros, ao sul com rio Ardila (que a separa da Andaluzia e de Portugal), ao leste com as comarcas de Zafra-Río Bodión e Tentudía e ao oeste com a de Llanos de Olivenza e com Portugal. A localidade mais próxima de Badajoz, capital da província, é Salvaleón, que dista de Badajoz cerca de 56 km e a mais próxima de Huelva, capital da província vizinha, é Higuera la Real, situada a 136 km da capital onubense (gentílico de Huelva).

## Municípios
A comarca de Sierra Suroeste é composta pelos seguintes municípios:
| Cidade                    | População | Área (km²) | Densidade (hab./km²) |
| ------------------------- | --------- | ---------- | -------------------- |
| Fregenal de la Sierra     | 4 811     | 236,70     | 20,33                |
| Higuera la Real           | 2 202     | 125,60     | 17,53                |
| Jerez de los Caballeros   | 9 171     | 740,50     | 12,38                |
| Oliva de la Frontera      | 5 083     | 149,25     | 34,06                |
| Salvaleón                 | 1 692     | 71,80      | 23,57                |
| Salvatierra de los Barros | 1 608     | 75,00      | 21,44                |
| Valencia del Mombuey      | 715       | 75,00      | 9,53                 |
| Valle de Matamoros        | 358       | 4,90       | 73,06                |
| Valle de Santa Ana        | 1 129     | 3,70       | 305,14               |
| Zahínos                   | 2 780     | 45,30      | 61,37                |

Destes municípios, em 2008, dois deles  (Jerez de los Caballeros e Oliva de la Frontera) estavam entre os vinte municípios mais povoados da província de Badajoz com populações de entre 5 500 e 10 000 habitantes.

## História

### Pré-história
Amostras da Pré-história são encontradas em Jerez de los Caballeros, Higuera la Real, Valencia del Mombuey e Oliva de la Frontera. No Santuário de Nuestra Señora Virgen de Gracia (Oliva de la Frontera), estão duas esculturas humanas de meio corpo talhadas em pedra, as quais se acredita que sejam ídolos da época celta. Em Oliva também há um costume celta de se fazer um tipo de lampião para purificar o ambiente dos espíritos malignos. Em Higuera está o castro celta de Capote. Em Valencia, encontramos o dólmen funerário da "Piedra Pinchá", que data do Neolítico. Em Jerez, encontramos restos arqueológicos no dólmen do Toriñuelo e na finca Valcavado, fazenda que as pessoas costumam chamar de "Valcavao". Nesta localidade havia fenícios que conheciam muito bem a zona e que lhe deram nome a Jerez, chamando-lhe Ceret.

### Época romana
Em esta época, a comarca Sierra Suroeste pertenceu primeiro à Hispânia Ulterior e depois, uma parte pertenceu à Lusitânia e outra à Bética. Os povoados da comarca existentes então eram conhecidos por estes nomes:
- Jerez de los Caballeros: Fama Iulia Seria
- Oliva de la Frontera: Caesaróbriga
- Fregenal de la Sierra: Nertóbriga

Em alguns outros povoados da comarca se crê que tem origem romana, como é o caso de Salvaleón.

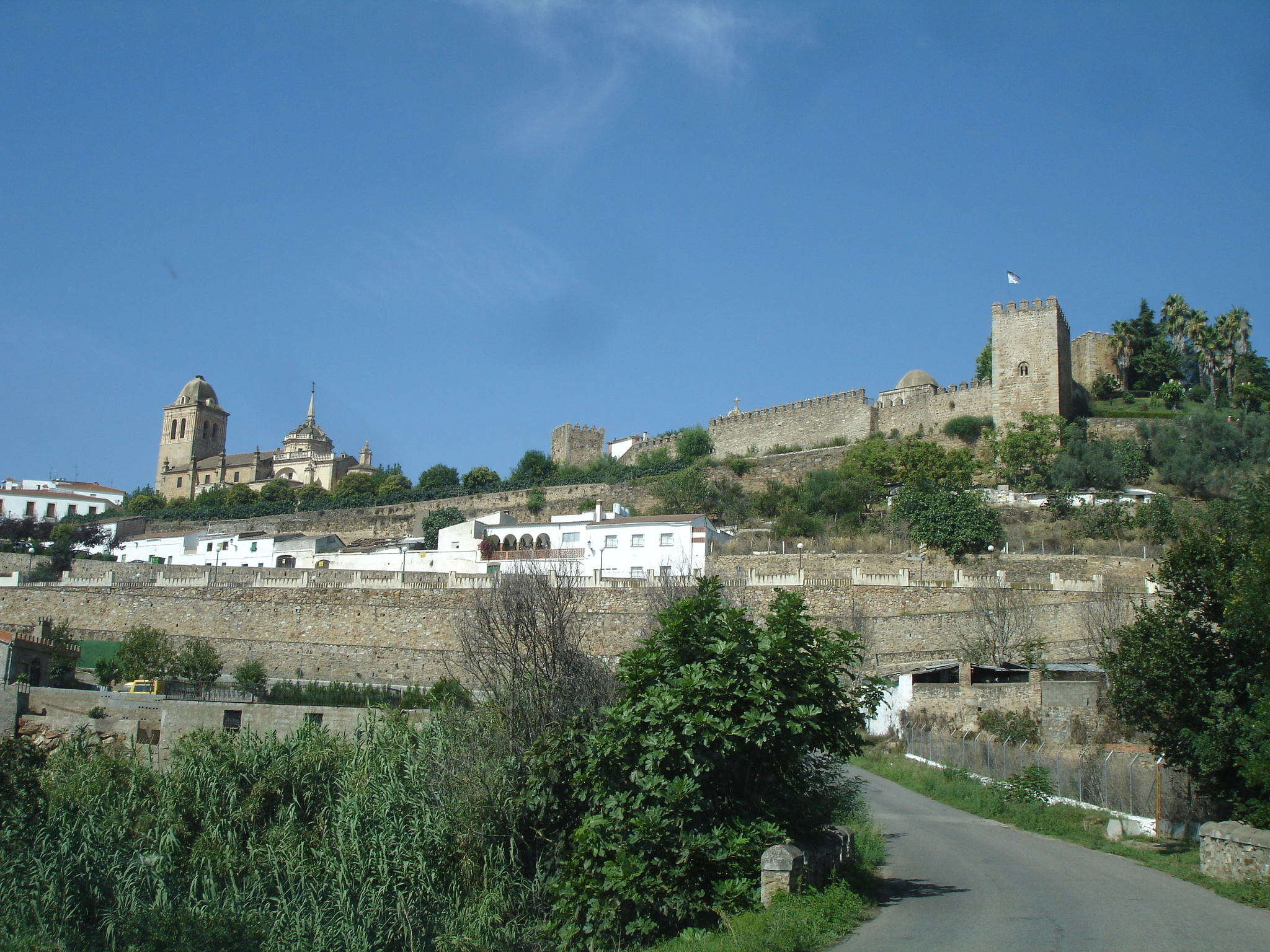
Vista de Jerez de los Caballeros

Em Jerez de los Caballeros foram encontrados mosaicos no bairro do Pomar, estelas funerárias, calçadas de alto empedrado e as pontes do Pontón y Viejo. Em Oliva de la Frontera foram encontrados 250 fornos de fundição de cobre, uma exploração mineira do mineral antes mencionado, tumbas próximas às minas e moedas de todas as épocas. Durante a ocupação romana, Jerez, que na época era conhecida como Fama Iulia Seria ou Caeriana, terá sido uma povoação com bastante população, como o testemunham alguns vestígios arqueológicos da chamada Vila do Pomar e também o fato de estar próxima de duas importantes cidades romanas, Itálica (já desaparecida) e Emérita Augusta, a atual Mérida. Deste período já foram descobertas em Jerez numerosas inscrições e outros vestígios arqueológicos aludindo a famílias romanas importantes. Conservam-se ainda outros vestígios como os mosaicos do Pomar, a calçada o empedrado alto e as pontes do Pontão e Velha.
Em Oliva de la Frontera, os soldados de Roma habitaram em busca de minerais estratégicos pois "nas Mariánicas encontravan o maior e excelente cobre". Os romanos deixaram vários topônimos: Moriscote, calzada, Angarilla do latim "angarro" (acarreo de minerales); 250 fornos de fundição deste mineral, tumbas nas proximidades das minas, moedas de todas as épocas, etc.
Porém, de novo foi o santuário o local no qual se encontra o mais importante testemunho: um altar romano de mármore procedente de Alconera e que, segundo o especialista Navascues, somente lhe falta o suporte onde sacrificavam animais oferecidos aos deuses, além de outros objetos e partes do santuário.

### Época visigoda
Em Jerez de los Caballeros há várias inscrições, como a que está na coluna da iglesia de santa María de la Encarnación, que data do dia 25 de dezembro de 556. Também há inscrições em uma lápide na fazenda de Alcobaza do ano 514 e outra na dehesa da Mata do ano 662.
Em Oliva de la Frontera, a 2 km do povoado está a fazenda Valcavado que, ainda que pertence a Jerez de los Caballeros, está mais perto de Oliva. Nela há duas colunas idênticas que indicam a interdependência. Sobre uma delas há uma inscrição de Teodomiro do ano 662. No santuário da Virgem de Gracia há uma celosía de origem visigoda.
Também existiam neste tempo Fregenal de la Sierra e Salvaleón.

### Época árabe e Reconquista
Os árabes introduziram melhorias no trabalho cotidiano, como as melhorias que fizeram a forma de arar romana. Um dos povoados com mais moçárabes fue Salvaleón. Também se pode dizer que foi abrigo de mozárabes.
Ao redor do 1230, Afonso IX de Leão conquistou toda a zona. Este rei, antes de expulsar a todos os mouros, fez uma grande chacina de mouros, o que deu a zona o nome de Valle de Matamoros. Dez anos depois, este mesmo rei fez uma campanha militar para manter a zona. Depois, ele cedeu estes territórios aos templários.

### Alta Idade Media e Idade Moderna

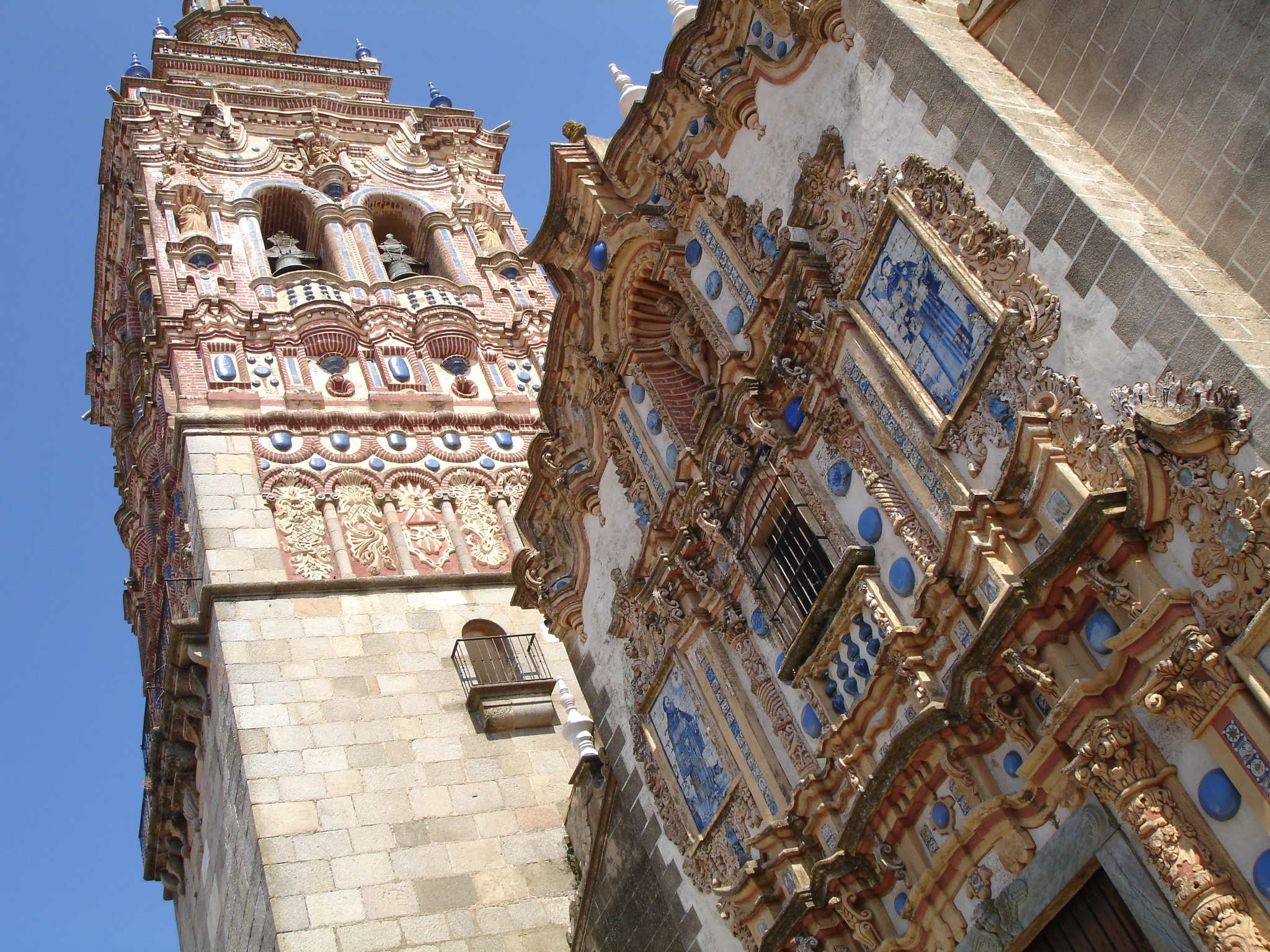
Igreja de São Bartolomeu em Jerez de los Caballeros

Com a chegada dos templários, houve um engrandecimento e repovoamento da zona. Os templários fundaram Zahínos, que era uma fortificação militar, depois convertida em castelo e ao redor dele cresceu o povoado. No ano 1312, o Papa Clemente V dissolveu a Ordem do Templo e fez que passasse suas posses na Espanha à coroa. Em Jerez de los Caballeros, os templários resistiram e acabaram todos enforcados em uma torre do castelo, fato que deu a essa torre o nome de Torre Sangrenta.
Anos mais tarde, cada povoado passou a fazer parte de uma organização diferente: Oliva de la Frontera e Valencia del Mombuey e, muito mais tarde, Salvaleón pertenciam ao Ducado de Feria, Valle de Matamoros e Jerez de los Caballeros pertenciam à Ordem de Santiago, Fregenal de la Sierra e Higuera la Real pertenciam a Sevilha. O século XVI trouxe um período de crescimento para Jerez. Multiplicaram-se os edifícios monumentais, aumentou a população e entre 1523 e 1526, Carlos I de Espanha concedeu-lhe o título de muy nobre e leal cidade.
Desta comarca saíram muitos conquistadores da América: Alonso Rodríguez Santos, Hernando de Soto, etc. Mas o mais conhecido é Vasco Núñez de Balboa, nascido em Jerez de los Caballeros, que conquistou Panamá e descobriu o oceano Pacífico. Nesta época, durante a Guerra da Sucessão Espanhola, Portugal colocou-se do lado de Carlos de Áustria, tendo invadido Jerez em 1706, 1710 e 1711.
Nos séculos XVII e XVIII houve grande quantidade de guerras que arrasaram a zona e trouxeram grandes consequências:
- Diminuição da população, como é o caso de Oliva de la Frontera.
- Localidades arrasadas e incendiadas, como Salvatierra de los Barros e Valencia del Mombuey.
- Desastre econômico deivido a grandes secas.
- Chegada de epidemias e enfermidades contagiosas como a peste.

### Época contemporânea
O acontecimento mais importante desta comarca no século XIX foi, sem dúvida, a guerra da Independência. Nesta zona, os franceses de Napoleão Bonaparte estiveram entre os anos 1810 e 1812. Esta guerra produziu a ruína de muita gente que habitava ali. Isto provocou que localidades que estavam incomodas com a forma territorial de Espanha tiveram que esperar até o ano de 1833 para que se fizesse a repartição, que permanece desde então. Com isso, houve um aumento da população e da economia.
O crescimento da economia seguiu até à Guerra Civil Espanhola, que fez com que Estremadura e Espanha começassem a empobrecer. Até os anos 1950 a população alcançou seu número mais alto:
- Fregenal de la Sierra: 12 389 habitantes
- Higuera la Real: 8 103 habitantes
- Jerez de los Caballeros: ao redor de 16 000 habitantes
- Oliva de la Frontera: Mais de 13 000 habitantes
- Salvaleón: 4 281 habitantes
- Salvatierra de los Barros: 4 110 habitantes
- Valencia del Mombuey: ao redor de 1 000 habitantes
- Valle de Matamoros: 1 070 habitantes
- Valle de Santa Ana: ao redor de 2 500 habitantes
- Zahínos: 3 644 habitantes

## Geografia e clima
Por esta comarca passa a Sierra Morena, na que estão as serras de San Cristóbal, Oratorio, do Coto, da Herrumbre, da Corte, do Peñón, de Monsalud, de Santa María, de san José, de Botello, da Cazuela e de as Mesas. Os picos mais altos são:
- A Mira (Salvatierra de los Barros): 815 m
- Peña Utrera (Salvatierra de los Barros): 813 m
- Santa María II (Salvaleón): 806 m
- San José (Valle de Matamoros): 787 m
- San Cristóbal (Higuera la Real): 776 m

Além disso, há grande variedade de rios, todos afluentes. Entre eles podemos destacar o rio Ardila, um dos principais afluentes do Rio Guadiana na  Estremadura. Também são importantes o rio Sillo, o rio Bodíón, o rio Zaos e o rio Godolid.
O clima da comarca é semelhante ao da província de Badajoz em geral, que tem um clima mediterrânico continental com influência atlântica, devido à proximidade com a costa portuguesa. Os Invernos são suaves, com temperaturas mínimas que raramente vão abaixo dos 0 °C, exceto nas zonas mais altas, onde chega a nevar. Os Verões são quentes, com temperaturas máximas que, por vezes, rondam os 40 °C.

## Flora e fauna
Nesta comarca há muitos exemplares de porco ibérico de bellota (bolota), também chamado "Pata Negra", que faz com que esta comarca seja uma das zonas espanholas que mais produtos do porco produzem. Isto é possível ao haver grande quantidade de carvalhos e sobreiros. Também há, mas em menor quantidade, oliveiras e vinhas.
Existe uma zona ZEPA (Zona de Especial Proteção para Aves), que ocupa 480 km², ocupando quase um terço do território da comarca. Aqui habitam mais de 30 casais de cegonha negra. Também se pode encontrar cegonhas brancas em torres de igrejas, como a torre da iglesia parroquial de San Marcos Evangelista, em Oliva de la Frontera, algo comum na Estremadura.

## Monumentos

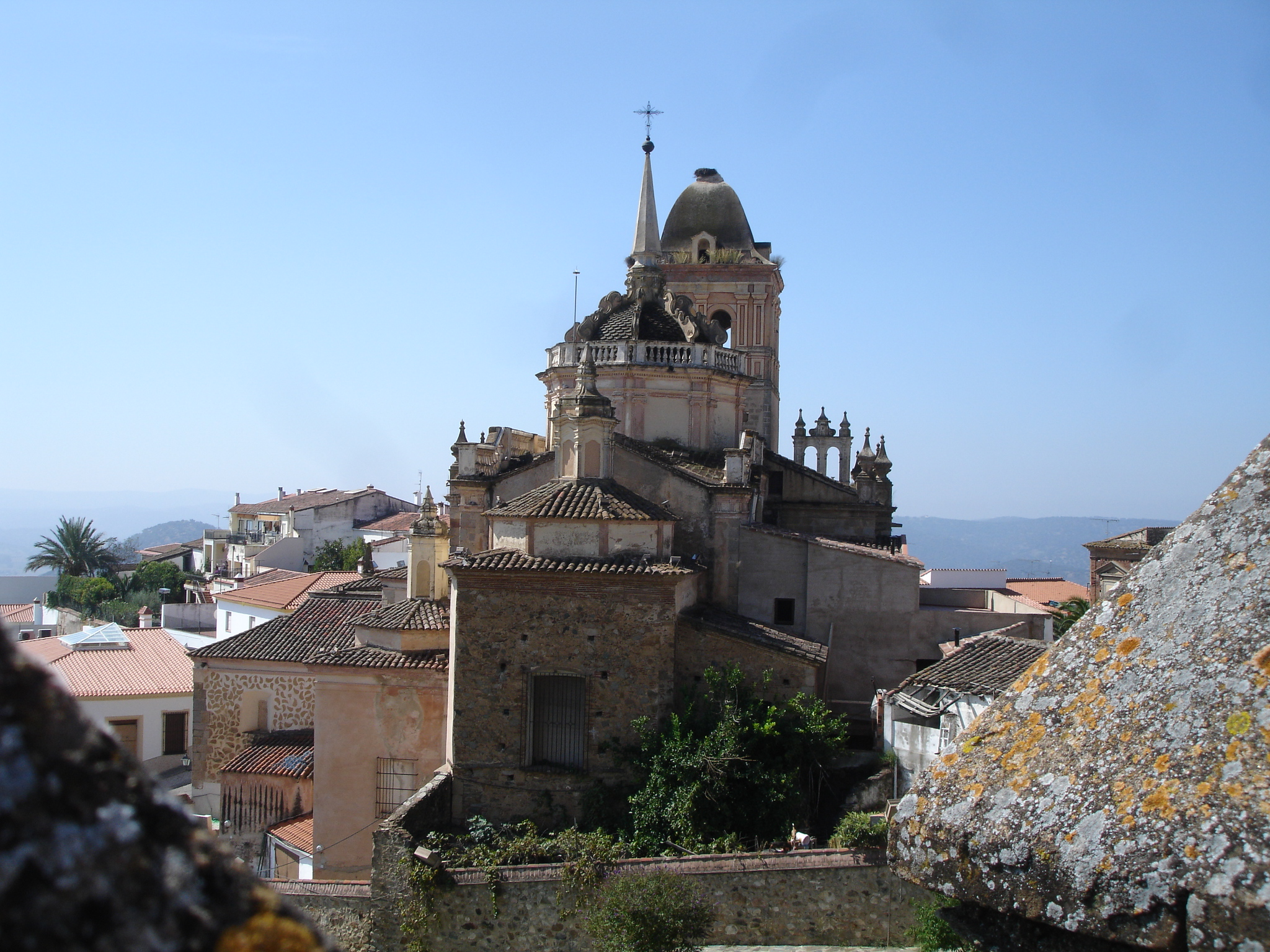
Igreja da Encarnação em Jerez de los Caballeros

- Fregenal de la Sierra: Castillo, ermita da virgem dos Remedios, iglesia de santa María, iglesia de santa Ana, iglesia de santa Catalina.
- Higuera la Real: Castro celta de Capote, ermita da virgem de Loreto, ermita da virgem do Socorro, estatua de "La Mamarracha", iglesia de santa Catalina, iglesia de san Bartolomé.
- Jerez de los Caballeros: Torre Sangrienta, iglesia de san Miguel, iglesia de san Bartolomé, iglesia de santa Catalina, iglesia de santa María da Encarnación, castillo, parque de santa Lucía', dólmen do Toriñuelo, mosaicos do Pomar.
- Oliva de la Frontera: Santuário da virgem de Gracia, passeio das Palmeras, iglesia de san Marcos Evangelista, ermita de san Pedro, ermita de san Isidro, casa do Duque.
- Salvaleón: Iglesia de santa Marta, ermita da virgem de Aguasantas, villa Romana, dólmen do Toril.
- Salvatierra de los Barros: Castillo, iglesia de san Blas, ermita de los Mártires, museo de Alfarería.

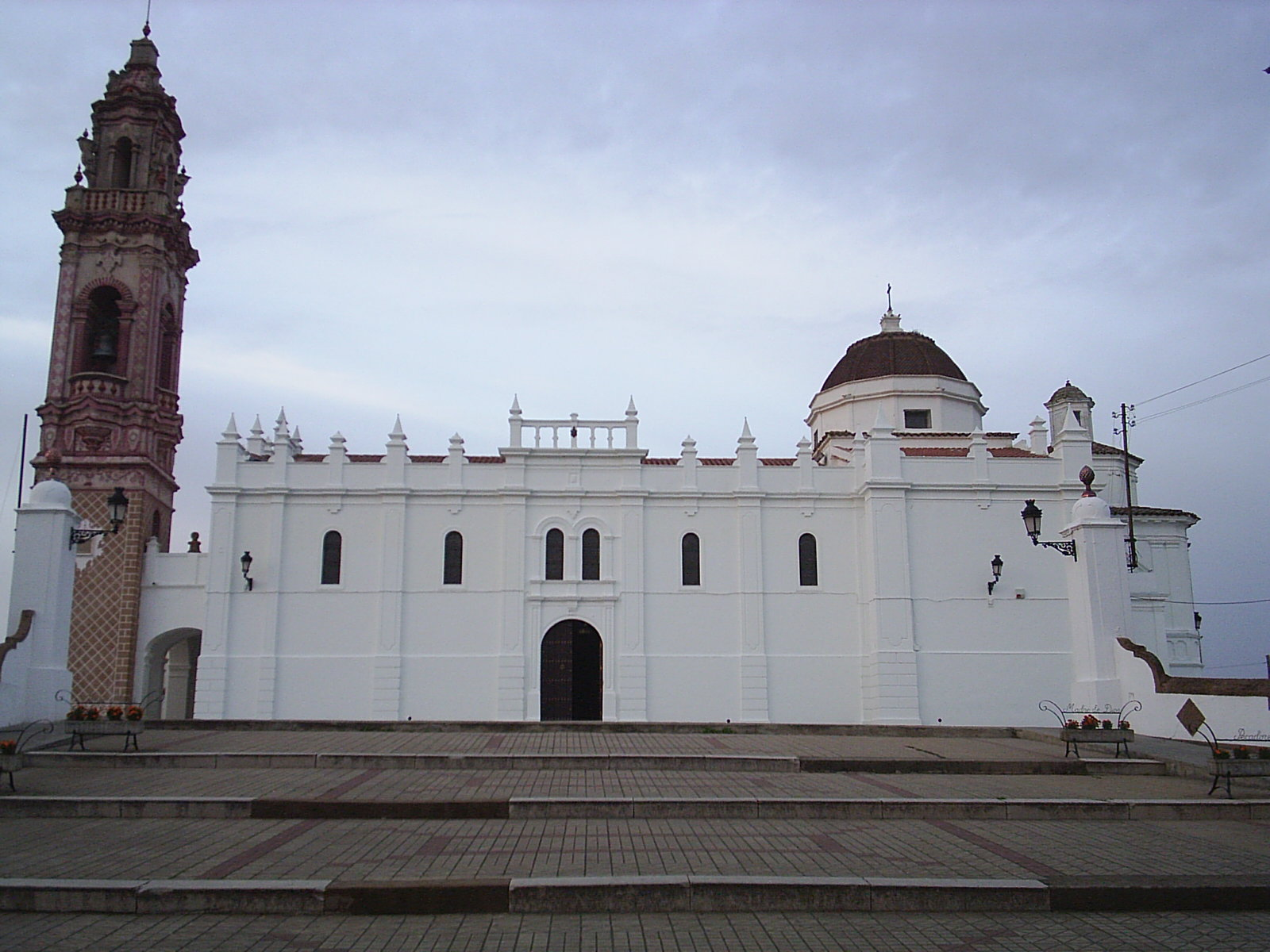
Santuário da Virgem de Gracia em Oliva de la Frontera

- Valencia del Mombuey: Iglesia de la Purísima Concepción, casa palácio do Marqués de Valdeterrazo, dólmen da "Piedra Pinchá".
- Valle de Matamoros: Iglesia de Asunción.
- Valle de Santa Ana: Púlpito, igreja de santa Ana.
- Zahínos: Torreón do castelo, igreja da virgem dos Remédios, cruz do Calvário, ermita de San Sireno.

## Cultura

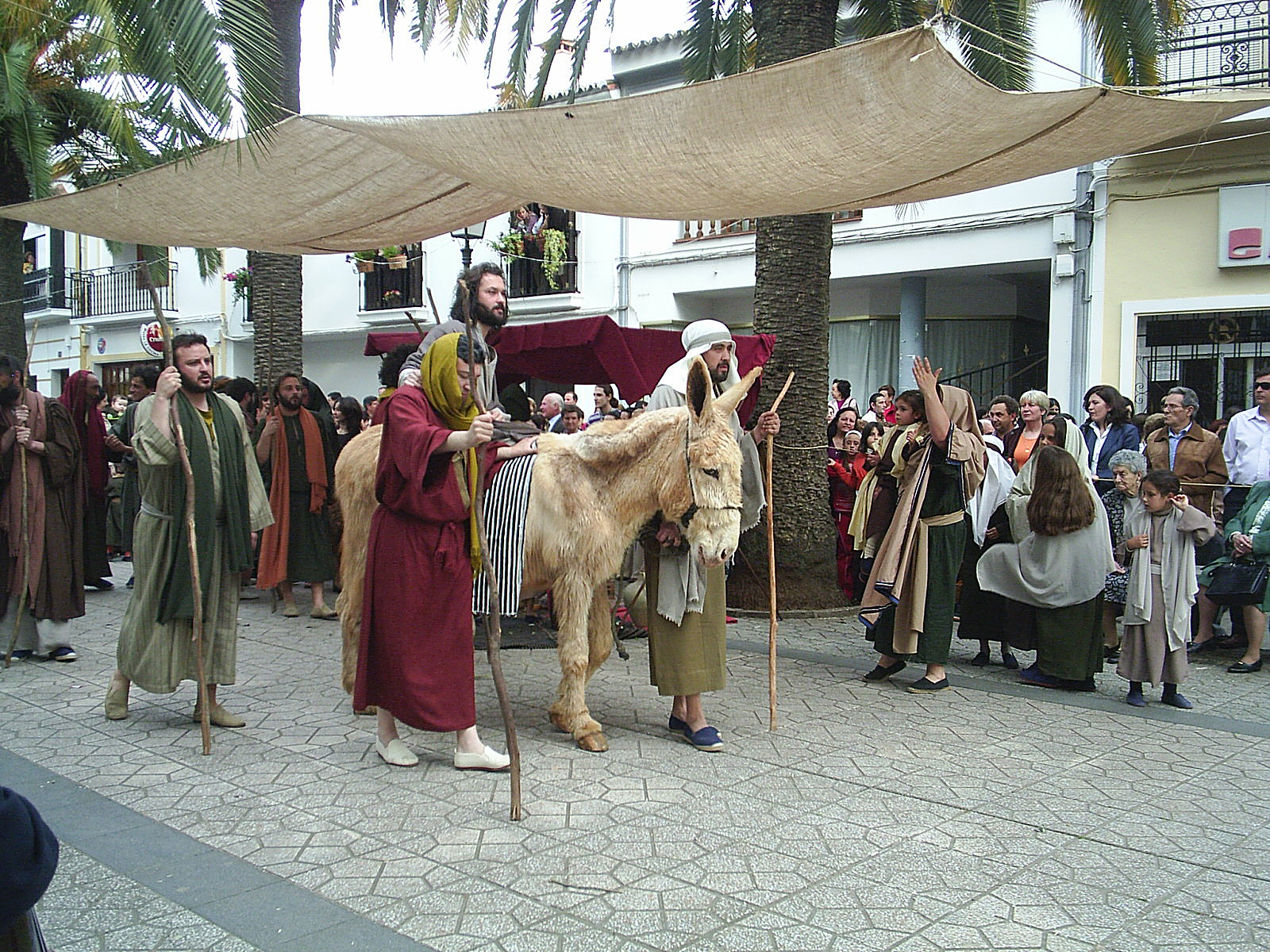
Paixão Vivente de Oliva de la Frontera

Nesta comarca há três festas de interesse turístico, que são a Paixão Vivente de Oliva de la Frontera, a Semana Santa de Jerez de los Caballeros e o Festival Folclórico Internacional de Fregenal de la Sierra. Em Jerez de los Caballeros se celebra todos os anos o Salón do Jamón Ibérico, a também chamada Feria do Jamón.
Em Salvatierra de los Barros, como seu nome indica, se dedicam à olaria, até o ponto de ter um museu dedicado ao trabalho com o barro e uma feira também dedicado a esse trabalho, chamada Feria Ibérica da Alfarería do Barro.

## Gastronomia
Nesta zona, ao fazer fronteira com a serra de Huelva, se aproveita muito os porcos para a elaboração artesanal produtos como o presunto (jamón). Alguns dos pratos típicos desta zona são o potaje, feito de grão de bico, lentilhas, e alubias, as migas, o pisto, a caldereta o bacalao "dorao" (bacalhau dourado), prato típico de Portugal. Também é algo típico que o cabeça da família vá comprar churros no domingo pela manhã para que tome o café da manhã (pequeno almoço) toda a família. Em alguns povoados, muitas donas amas de casa fazem doces caseiros, entre eles estão as flores, os cortadillos, as perrunillas, etc.

## População e superfície
Em 2019, a população da comarca se aproximava dos 30 000 habitantes, concentrando-se quase a metade em os dois municípios com maior população, Jerez de los Caballeros e Oliva de la Frontera, superando os dois os 5 000 Habitantes. Além disso, destes dois povoados, somente outro supera os 5 000 habitantes, que é Fregenal de la Sierra.
Esta comarca sempre teve muita população, pois houve épocas nas quais os os municípios de Jerez de los Caballeros e Oliva de la Frontera juntos superavam a população atual da comarca atual.
A superfície desta comarca é de pouco mais de 1 500 km². Enquanto municípios como Valle de Santa Ana, Valle de Matamoros e Zahínos não chegam aos 50 km² de extensão, Jerez de los Caballeros tem uma extensão de 740 km², ocupando quase metade desta comarca.
A densidade da comarca, inferior a 20 hab./km², um pouco mais baixa que a média da Estremadura, que na década de 2010 era cerca de 26 hab./km². Os três municípios com menor densidade são:

## Filhos ilustres

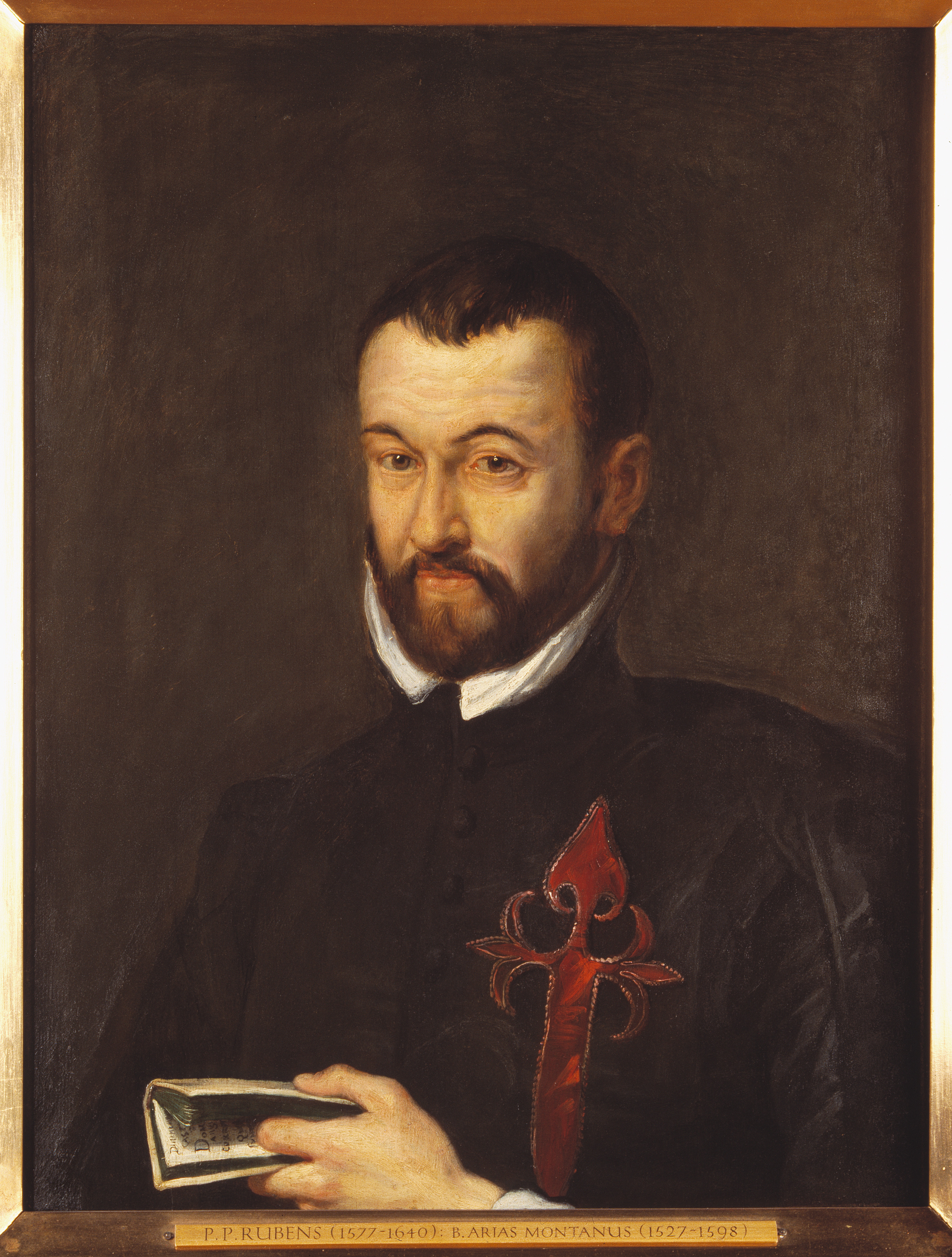
Retrato de Benito Arias Montano da autoria de Rubens

Na Estremadura nasceram muitos conquistadores, como Hernán Cortés, Francisco Pizarro, Pedro de Alvarado, Pedro de Valdivia. Não poderia ser diferente com esta comarca, que viu nascer vários outros conquistadores. Porém, não só conquistadores nasceram nessa região. Também escritores, pintores, etc. Abaixo, uma lista de pessoas reconhecidas nacional e até internacionalmente e que nasceram nesta comarca.

### Fregenal de la Sierra
- Eugenio Hermoso, pintor
- Benito Arias Montano, escritor
- Juan Bravo Murillo, político

### Jerez de los Caballeros
- Vasco Núñez de Balboa, conquistador
- Pedro Maraver (o Malaver) de Silva, conquistador
- Juan García de Carvajal, conquistador
- Juan Rodríguez Espejo, conquistador
- Francisco Peña Romero, futebolista do Real Murcia

### Oliva de la Frontera
- Timoteo Pérez Rubio, pintor
- Antonio Pinilla Miranda, futebolista e diretor geral do Gimnàstic de Tarragona
- Mateo Delgado Moreno, arcebispo

## Comunicações

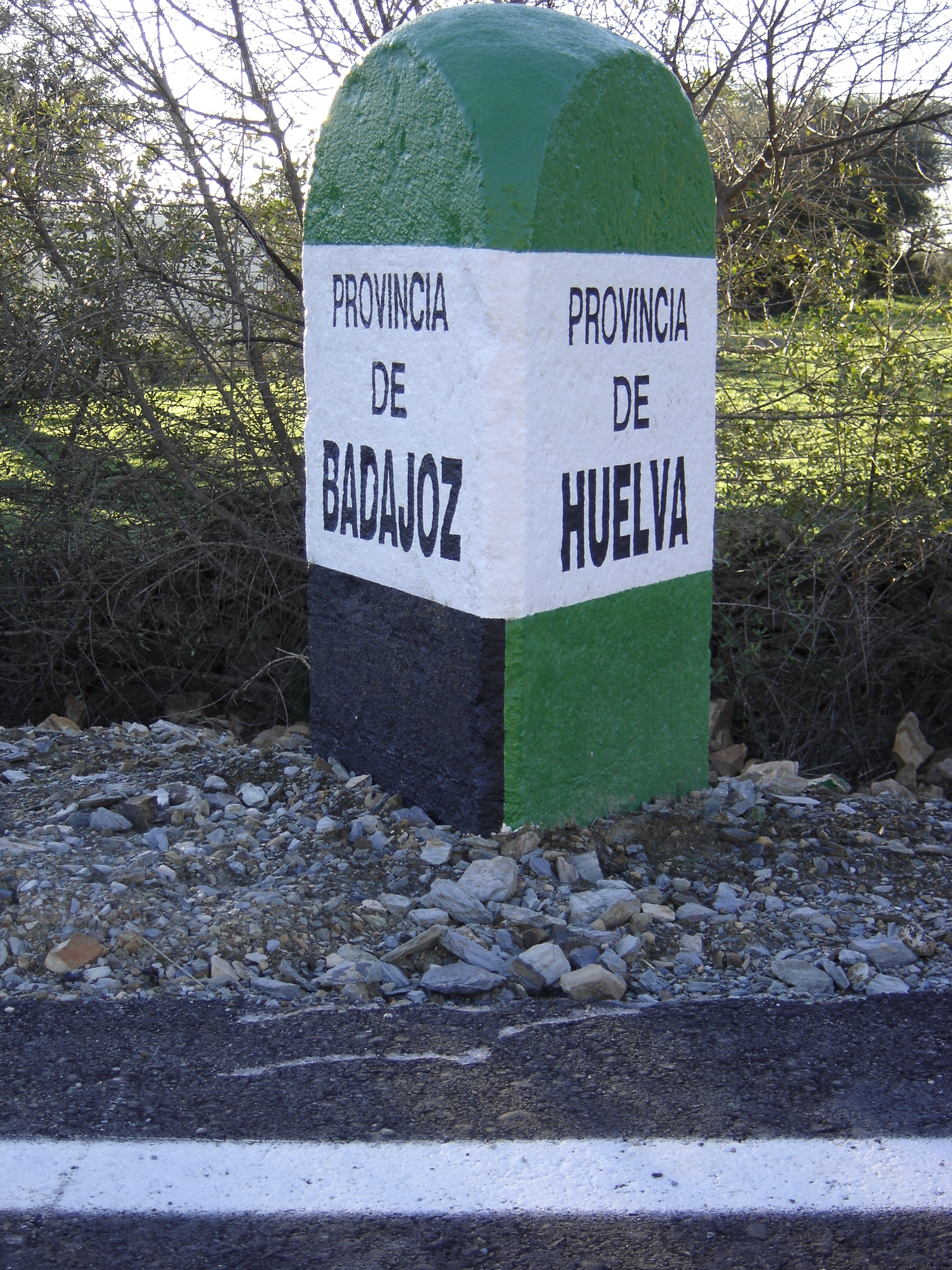
Marco quilométrico de granito colocado no final da EX-317, entre a Estremadura e a Andaluzia

Existem duas vias ferroviárias, uma entre Jerez de los Caballeros e Zafra e a outra entre Zafra e Corrales del Vino, Huelva, que passa por Fregenal de la Sierra. Além disso, esta comarca possui uma grande variedade de estradas:
- N-435: Liga a Badajoz e Huelva, as capitais de província mais próximas
- EX-101: Liga Fregenal de la Sierra com Zafra e leva à A-66
- EX-112: Liga Villanueva del Fresno com Zafra e leva à A-66.
- EX-201: Liga Fregenal de la Sierra com Santa Olalla del Cala, Huelva
- EX-301: Liga Higuera la Real com Barrancos, Portugal
- EX-317: Liga Oliva de la Frontera com Encinasola, Huelva
- EX-320: Liga Barcarrota com Zafra
- BA-031: Liga Salvatierra de los Barros com Burguillos del Cerro
- BA-078: Liga Oliva de la Frontera com Higuera de Vargas
- BA-081: Liga Jerez de los Caballeros com Higuera de Vargas
- BA-102: Liga Oliva de la Frontera com Valencia del Mombuey
- BA-143: Liga Valencia del Mombuey com Villanueva del Fresno
- BA-152: Liga Valle de Santa Ana com Salvatierra de los Barros
- BA-155: Liga Salvatierra de los Barros com Villalba de los Barros
- BA-212: EX-317